# Síndrome serotoninèrgica
La síndrome serotoninèrgica és un conjunt de símptomes causat per un excés de serotonina. Es produeix per la presa de fàrmacs utilitzats en el tractament de malalties molt diverses, però que tenen en comú la seua capacitat d'augmentar l'alliberament de serotonina en el cervell i en altres òrgans. També pot produir-se per l'ús de drogues (LSD, èxtasi i altres) i més rarament d'extractes de plantes (ginseng, Hypericum perforatum, etc.) i suplements nutricionals (triptòfan). Freqüentment sorgeix quan s'utilitza més d'una d'aquestes substàncies al mateix temps.
Els fàrmacs més freqüentment implicats són els antidepressius i els analgèsics opiacis (tramadol, meperidina, etc.). També s'han descrit casos amb sumatriptan, valproat, liti, selegilina, metoclopramida i altres d'ús menys comú. També hi han implicat alguns preparats anticatarrals.
Aquests fàrmacs poden potenciar els efectes de la serotonina, bé augmentant-ne la síntesi  (L-triptòfan), bé inhibint-ne el metabolisme (IMAOs), bé incrementant-ne l'alliberament (MDMA, amfetamina, fenfluramina), inhibint la seua captació (inhibidors selectius de la recaptació de serotonina, altres antidepressius com venlafaxina, i també agents com amfetamina, meperidina, dextrometorfan, nefazodona, etc.) o actuant directament sobre els receptors de serotonina (buspirona).
És un trastorn de gravetat variable. En alguns pacients els símptomes són lleus i transitoris però pot ser greu.
Es manifesta principalment per alteracions mentals, hiperactivitat autonòmica i trastorns neuromusculars. Les alteracions mentals poden ser intranquil·litat, agitació, confusió, desorientació i fins i tot coma. Entre els símptomes d'hiperactivitat autonòmica destaquen la febre, taquicàrdia, diarrea, vòmits, diaforesi i dilatació pupil·lar. Els trastorns neuromusculars més comuns són: tremolors, mioclònies, rigidesa, hiperreflèxia i atàxia.
Habitualment el pacient millora ràpidament després de suspendre la medicació (la majoria en les primeres 24 hores), però la gravetat és molt variada i alguns precisaran ingrés en una unitat de vigilància intensiva. La mortalitat s'estima propera al 10%.

## Tractament
Es basa en la supressió immediata del fàrmac o els fàrmacs responsables, en el control de l'agitació i de la hipertèrmia, en el suport vital i en la utilització de fàrmacs antagonistes serotoninèrgics, principalment la ciproheptadina i la clorpromazina.